# Tinospora hainanensis
Tinospora hainanensis là một loài thực vật có hoa trong họ Biển bức cát. Loài này được H.S. Lo & Z.X. Li miêu tả khoa học đầu tiên năm 1986.